# Aholampi (sjö i S:t Michel, Södra Savolax)
Aholampi är en sjö i kommunen S:t Michel i landskapet Södra Savolax i Finland. Arean är 43 hektar och strandlinjen är 4,56 kilometer lång. Sjön  ingår i Vuoksens huvudavrinningsområde.   Den ligger omkring 32 kilometer söder om S:t Michel och omkring 190 kilometer nordöst om Helsingfors. 